# 豊明市立双峰小学校
豊明市立双峰小学校（とよあけしりつ そうほうしょうがっこう）は、愛知県豊明市二村台7丁目3にある小学校。教育目標は「思いやりがあり けじめのある たくましい双峰っ子」。学校の裏手には標高71.8メートルの二村山がある。
双峰小学校と豊明市立唐竹小学校を統合し、2021年（令和3年）4月には新たに豊明市立二村台小学校が開校した。

## 歴史

### 年表
- 1971年（昭和46年）9月1日 - 豊明団地に豊明市立双峰小学校が開校。
- 1976年（昭和51年）4月1日 - 双峰小学校から豊明市立唐竹小学校が分離独立。
- 2021年（令和3年）4月1日 - 双峰小学校と唐竹小学校を統合し、新たに豊明市立二村台小学校が開校。

### 沿革
豊明団地は日本住宅公団（現・UR都市機構）が高度経済成長期の昭和40年代に造成した住宅団地である。豊明団地への入居開始に合わせて、1971年（昭和46年）4月1日に豊明市立双峰小学校が開校した。1972年（昭和47年）7月には北館東半棟とプールが竣工し、1973年（昭和48年）5月には運動場が竣工し、1974年（昭和49年）3月には北館2階・3階と本館東半棟が竣工し、1975年（昭和50年）3月には本館西半棟と体育館が竣工した。開校初年度の児童数は73人だったが、豊明団地への入居が増加した1970年代半ばには、児童数が1,000人を超えた。1976年（昭和51年）4月1日には二村台1丁目から3丁目を分離して、豊明市立唐竹小学校が独立開校している。1979年（昭和54年）3月には南館が竣工した。
1981年度（昭和56年度）と1982年度（昭和57年度）が児童数のピークであり、28学級で1100人を超えた。豊明団地の住民の高齢化により、児童数は緩やかに減少。1987年度（昭和62年度）は20学級710人であり、うち70%が豊明団地に居住する児童だった。2001年度（平成13年度）には300人を下回った。空き教室が増えたことから、1998年（平成10年）からは南館1階が地域学習施設に、1999年（平成11年）からは南館2階が二村児童館分室に転用されている。
2017年度（平成29年度）の児童数は251人だった。2018年（平成30年）時点で豊明団地には4,529人が居住しており、高齢化率は約25%だった。近年には多数の外国人が豊明団地に移り住んでおり、外国人比率も約25%の高さだった。約50人の外国人児童がいるため、2018年度（平成30年度）の双峰小学校にはポルトガル語通訳2人とタガログ語通訳1人がいる。地元のNPO団体や愛知教育大学も外国人児童の日本語指導に協力している。
双峰小学校と唐竹小学校が統合され、2021年（令和3年）4月には豊明市立二村台小学校が開校した。校地は双峰小学校の校地を用いている。

### 児童数の変遷
『愛知県小中学校誌』（2018年）によると、児童数の変遷は以下の通りである。
| 1971年（昭和46年） | 73人  |  |
| 1977年（昭和52年） | 874人 |  |
| 1987年（昭和62年） | 727人 |  |
| 1997年（平成9年）  | 381人 |  |
| 2007年（平成19年） | 293人 |  |
| 2017年（平成29年） | 251人 |  |